# Albert Rivera
Alberto Carlos Rivera Díaz (Barcelona, 15 de novembro de 1979) é um advogado e político espanhol, que foi líder do partido Cidadãos - Partido da Cidadania em que ele fundou em julho de 2006. Ele foi deputado Parlamento da Espanha e ex-deputado do Parlamento da Catalunha.

## Biografia
De família operária, originária da Andaluzia e Catalunha, foi criado no bairro da Barceloneta, de Barcelona. Licenciou-se em Direito, na ESADE, tendo sido bolseiro do Programa ERASMUS, na Universidade de Helsínquia durante um ano. Posteriormente obteve uma pós-graduação em Marketing Político, na Universidade George Washington, em Washington.
Inicialmente simpatizante do Partido Popular, Rivera foi eleito presidente de Cidadãos durante sua conferência de fundação em julho de 2006. Ele foi reeleito como presidente novamente em 2007 e 2011.
Rivera foi eleito pela primeira vez para o Parlamento da Catalunha nas eleições regionais na Catalunha em 2006, e continuou deputado até desistir antes das eleições regionais na Catalunha em 2015. Lançou a campanha do Partido da Cidadania para o parlamento espanhol, Rivera publicou uma série de panfletos pelado ao lado da legenda: "Nós não nos importamos onde você nasceu. Nós não nos importamos com qual língua você fala. Nós não nos importamos que tipo de roupa você veste. Nós nos preocupamos com você". Rivera e boa parte do seu partido, se opuseram à Independência da Catalunha e foram contra a proibição da tourada.